# کاتلین کائث
کاتلین کائث (انگلیسی: Kathleen Kauth؛ زادهٔ ۲۸ مارس ۱۹۷۹) بازیکن هاکی روی یخ اهل ایالات متحده آمریکا است.